# Joseph Highmore

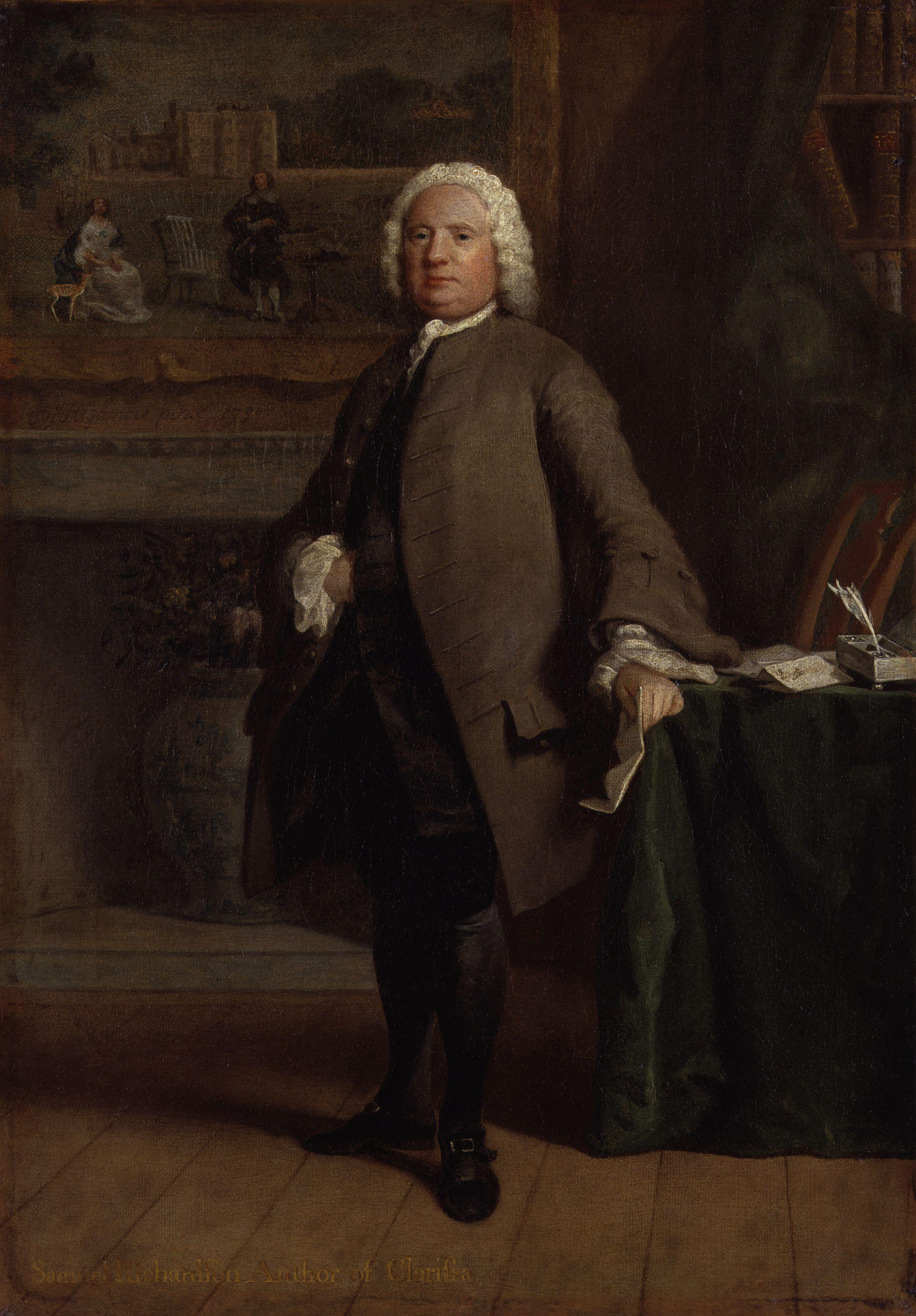
Samuel Richardson, målad av Joseph Highmore.

Joseph Highmore, född den 3 juni 1692, död den 3 mars 1780, var en engelsk målare.
Highmore gick den juridiska vägen, men odlade samtidigt konsten. Mest bekant är Highmore som porträttmålare, hans teckningar till The knights of the Bath skaffade honom många beställningar hos "ridderna"; till hans huvudverk räknas: Hertigen av Richmond (gruppbild), Hertigen av Cumberland, Prinsen och prinsessan av Wales (1742); ungefär vid samma tid har han målat ett porträtt av drottningen av Danmark; i National Portrait Gallery i London ses hans bilder av Samuel Richardson. Till hans tidigaste verk hör teckningarna till Cheseldens Anatomy. 